# 천안불무초등학교

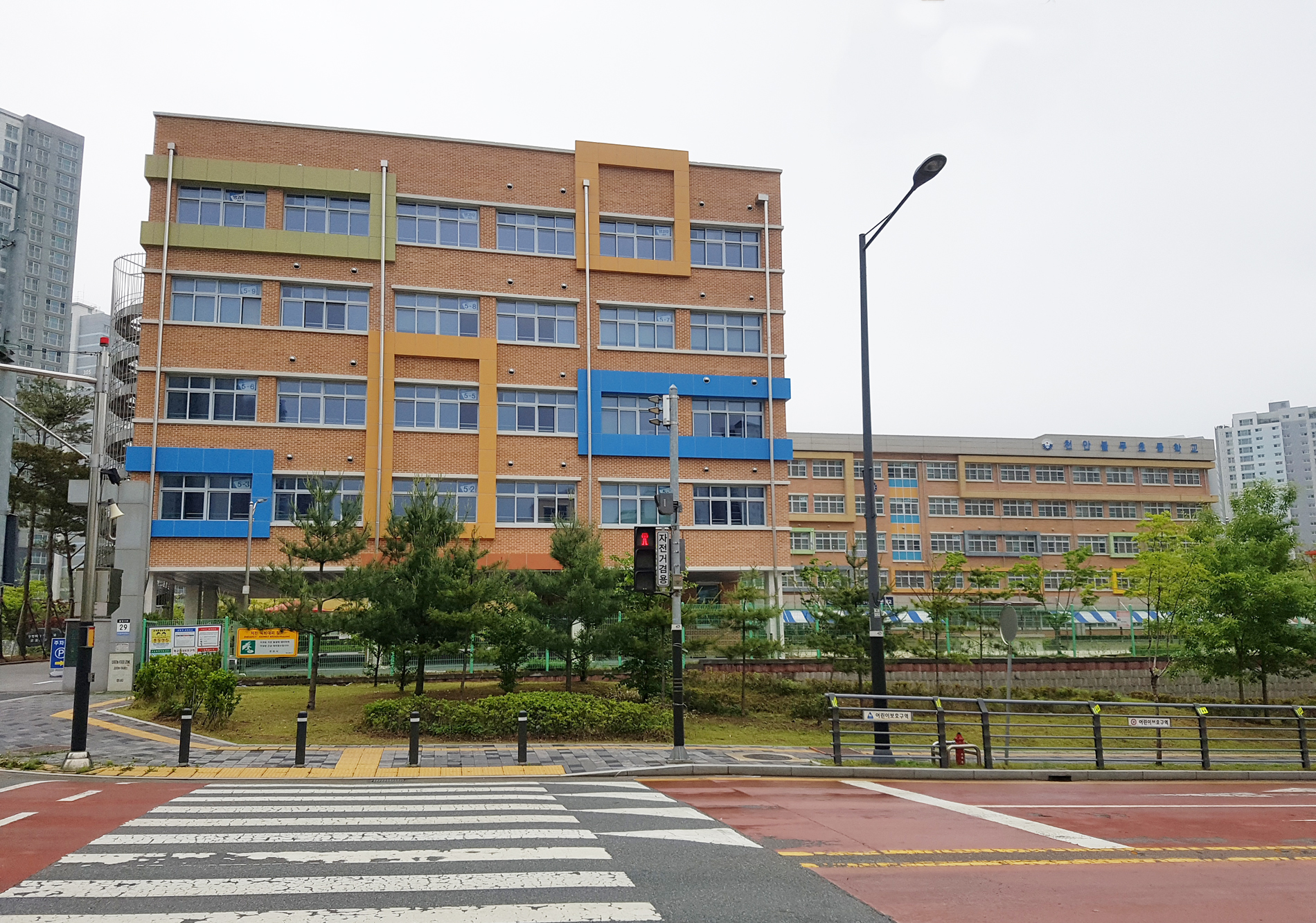
천안불무초등학교

천안불무초등학교는 대한민국 충청남도 천안시 서북구에 있는 공립 초등학교이다.

## 학교 연혁
- 2016년 3월 1일: 개교

## 참고 자료
- 천안불무초등학교 - 한국교육학술정보원 학교알리미